# Andreas Birnbacher (Biathlet)
Andreas Birnbacher (* 11. September 1981 in Prien am Chiemsee) ist ein ehemaliger deutscher Biathlet und heutiger Biathlontrainer. Er betreut seit 2024 die deutsche IBU-Cup-Mannschaft der Frauen.

## Sportlicher Werdegang

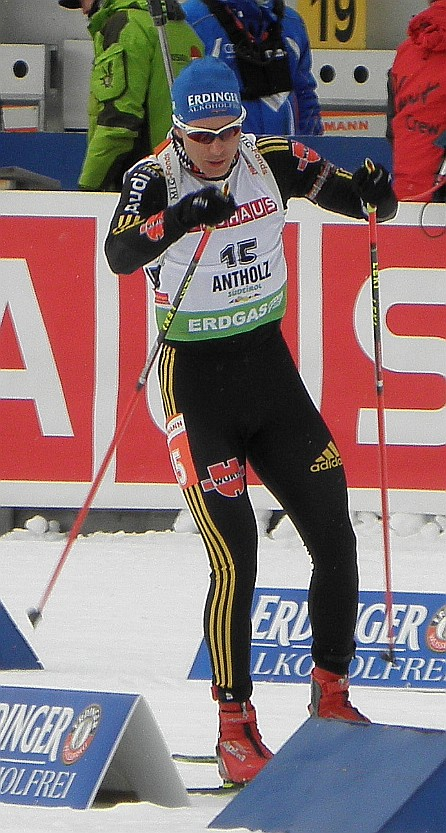
Andreas Birnbacher beim Weltcup in Antholz

Andreas Birnbacher, der mit Spitznamen „Birnei“ gerufen wird, war Sportsoldat bei der Bundeswehr und dort in der Sportfördergruppe, zuletzt bekleidete er den Rang eines Hauptfeldwebels. Zunächst wollte Birnbacher Sportschütze werden. Zum Biathlonsport kam er, als Birnbachers Vater seinen Freund Fritz Fischer bat, den Sohn unter die Fittiche zu nehmen. Bereits 2002 wurde ihm der Bayerische Sportpreis in der Kategorie „Herausragende(r) Nachwuchssportler(in)“ verliehen. Zuvor waren eine Gold-, zwei Silber- und eine Bronzemedaille bei den Junioren-Weltmeisterschaften 2000 in Hochfilzen, drei Goldmedaillen bei den Junioren-Weltmeisterschaften 2001 in Chanty-Mansijsk sowie die Goldmedaille mit der Staffel bei den Europameisterschaften in Kontiolahti an ihn gegangen. Im gleichen Jahr wurde er mit der Staffel Deutscher Meister. Ein Jahr später wurde er erstmals Deutscher Meister im Sprint. Auch in den folgenden Jahren gewann er mehrfach die Deutsche Meisterschaft im Sprint, der Verfolgung sowie mit der Staffel. Bei den Olympischen Winterspielen 2006 in Turin gehörte er erstmals auch zur deutschen Olympiamannschaft, blieb allerdings ohne Einsatz. In der Saison 2006/07 gelangen ihm erstmals Erfolge im Weltcup. Schon im ersten Rennen der Saison über 20 km in Östersund wurde er Zweiter. Bei den Weltmeisterschaften 2007 in Antholz sicherte er sich seine erste WM-Medaille. Im Massenstartrennen über 15 Kilometer gewann er die Silbermedaille hinter dem Sieger Michael Greis. 2008 wurde Birnbacher in Östersund Weltmeister mit der Mixed-Staffel und Dritter mit der Männerstaffel.
Birnbacher erreichte den 15. Platz im Massenstart bei den Olympischen Winterspielen 2010 in Vancouver. Seinen ersten Weltcupsieg feierte er am 17. März 2011 im Sprintwettbewerb am Holmenkollen in Oslo. Genau neun Monate später, am 17. Dezember 2011, sicherte er sich im wegen Schneemangels ersatzweise für Le Grand-Bornand-Annecy in Hochfilzen ausgetragenen Verfolgungsrennen über 12,5 Kilometer seinen zweiten Einzelerfolg im Weltcup. Im Massenstart konnte er mit den Siegen in Oberhof und Antholz zwei Saisonerfolge feiern. Zudem sicherte er sich den Sieg im Massenstartweltcup. In der Saison 2014/15 erreichte er im österreichischen Hochfilzen erstmals seit fast zwei Jahren einen Podestplatz mit einem dritten Rang im Sprint. Aufgrund eines Atemwegsinfekts musste er auf einen Start bei den Weltmeisterschaften 2015 verzichten. Am 8. März 2016 gab Birnbacher bekannt, dass er seine Karriere zum Saisonende 2015/16 beenden wird. Seinen letzten Einsatz hatte er am 10. März 2016 im Einzelrennen bei den Weltmeisterschaften und klassierte sich dabei als Neunter noch einmal in den Top 10. Auf einen Start im Massenstart am 13. März verzichtete er aus gesundheitlichen Gründen. Obwohl er qualifiziert gewesen wäre, hätte er trotzdem nicht starten dürfen, weil vier Deutsche vor ihm klassiert waren und pro Nation nicht mehr als vier Athleten bei den Weltmeisterschaften an den Start gehen dürfen. Wäre Birnbacher gesund gewesen, hätte Benedikt Doll zu Birnbachers Gunsten auf seinen Start verzichtet.

## Biathlontrainer
Nach seiner aktiven Karriere absolvierte Birnbacher eine Ausbildung an der Trainerakademie Köln. Zeitgleich begann er, am Stützpunkt in Ruhpolding zu arbeiten.
Von 2018 bis 2024 war er im Deutschen Skiverband als Nachfolger von Kristian Mehringer als Disziplintrainer für die Damen der Lehrgangsgruppe 2a, das heißt für das Juniorinnenteam (19 bis 21 Jahre), zuständig. Nach dem Rücktritt von Peter Sendel rückte er zur Saison 2024/25 in die Lehrgangsgruppe 1b, das heißt das IBU-Cup-Team, auf.
Am Stützpunkt betreut er eine Trainingsgruppe, der unter anderem Julia Kink, Marlene Fichtner, Sophia Schneider, Lisa Spark und Johanna Puff angehören.

## Privates
Andreas Birnbacher wohnt im bayerischen Schleching und wurde von Fritz Fischer im wenige Kilometer entfernten Biathlon-Leistungszentrum in Ruhpolding trainiert. Am 13. April 2012 heiratete er in Reit im Winkl. Zwei Monate später nahm er am 1. Chiemsee Triathlon in Chieming teil. Bei seinem Triathlon-Debüt kam er in dem mit zahlreichen Profis stark besetzten Feld auf Platz 9. Er ist Vater von zwei Kindern.

## Bilanz im Weltcup und bei Titelkämpfen

### Weltcupplatzierungen
Die Tabelle zeigt alle Platzierungen (je nach Austragungsjahr einschließlich Olympische Spiele und Weltmeisterschaften).
- 1.–3. Platz: Anzahl der Podiumsplatzierungen
- Top 10: Anzahl der Platzierungen unter den ersten zehn (einschließlich Podium)
- Punkteränge: Anzahl der Platzierungen innerhalb der Punkteränge (einschließlich Podium und Top 10)
- Starts: Anzahl gelaufener Rennen in der jeweiligen Disziplin
- Staffel: inklusive Mixed- und Single-Mixed-Staffeln

| Platzierung         | Einzel | Sprint | Verfolgung | Massenstart | Staffel | Gesamt |
| ------------------- | ------ | ------ | ---------- | ----------- | ------- | ------ |
| 1. Platz            |        | 2      | 1          | 3           | 2       | 8      |
| 2. Platz            | 2      |        | 1          | 2           | 9       | 14     |
| 3. Platz            |        | 3      | 1          | 1           | 9       | 14     |
| Top 10              | 11     | 33     | 27         | 20          | 32      | 123    |
| Punkteränge         | 29     | 81     | 69         | 42          | 35      | 256    |
| Starts              | 36     | 105    | 76         | 42          | 35      | 294    |
| Stand: Karriereende |        |        |            |             |         |        |

### Weltcupsiege
Alle Siege bei Biathlon-Weltcups, getrennt aufgelistet nach Einzel- und Staffelrennen. Durch Anklicken des Symbols im Tabellenkopf sind die Spalten sortierbar.
| Nr. | Datum         | Ort        | Disziplin   |
| --- | ------------- | ---------- | ----------- |
| 1.  | 17. März 2011 | Oslo       | Sprint      |
| 2.  | 17. Dez. 2011 | Hochfilzen | Verfolgung  |
| 3.  | 8. Jan. 2012  | Oberhof    | Massenstart |
| 4.  | 21. Jan. 2012 | Antholz    | Massenstart |
| 5.  | 7. Dez. 2012  | Hochfilzen | Sprint      |
| 6.  | 16. Dez. 2012 | Pokljuka   | Massenstart |

| Nr. | Datum         | Ort            | Disziplin       |
| --- | ------------- | -------------- | --------------- |
| 1.  | 12. Feb. 2008 | Östersund (WM) | Mixed-Staffel 1 |
| 2.  | 13. Dez. 2013 | Annecy         | Staffel 2       |

### Olympische Winterspiele
| Olympische Winterspiele | Olympische Winterspiele | Einzel | Sprint | Verfolgung | Massenstart | Staffel |
| Jahr                    | Ort                     | Einzel | Sprint | Verfolgung | Massenstart | Staffel |
| ----------------------- | ----------------------- | ------ | ------ | ---------- | ----------- | ------- |
| 2010                    | Vancouver               | 12.    | 23.    | 13.        | 15.         | 5.      |
| 2014                    | Sotschi                 | 22.    | –      | –          | –           | -       |

### Weltmeisterschaften
| Weltmeisterschaften | Weltmeisterschaften  | Einzel | Sprint | Verfolgung | Massenstart | Staffel | Mixed-Staffel |
| Jahr                | Ort                  | Einzel | Sprint | Verfolgung | Massenstart | Staffel | Mixed-Staffel |
| ------------------- | -------------------- | ------ | ------ | ---------- | ----------- | ------- | ------------- |
| 2004                | Oberhof              | 14.    | –      | –          | –           | –       | -             |
| 2005                | Hochfilzen           | –      | 56.    | DNS        | –           | –       | -             |
| 2006                | Pokljuka             | –      | –      | –          | –           | –       | 4.            |
| 2007                | Antholz              | 19.    | 17.    | 13.        | 2.          | –       | -             |
| 2008                | Östersund            | –      | 8.     | 21.        | 16.         | 3.      | 1.            |
| 2011                | Chanty-Mansijsk      | 8.     | 6.     | 5.         | 16.         | 7.      | -             |
| 2012                | Ruhpolding           | 4.     | 16.    | 12.        | 4.          | 3.      | 3.            |
| 2013                | Nové Město na Moravě | 8.     | 23.    | 22.        | 11.         | 3.      | 13.           |
| 2016                | Oslo                 | 9.     | –      | –          | –           | –       | -             |